# 7世纪
| 千纪： | 前1千纪 \| 1千纪 \| 2千纪                                                                                  |
| 世纪： | 4世纪 \| 5世纪 \| 6世纪 \| 7世纪 \| 8世纪 \| 9世纪 \| 10世纪                                               |
| 年代： | 600年代 \| 610年代 \| 620年代 \| 630年代 \| 640年代 \| 650年代 \| 660年代 \| 670年代 \| 680年代 \| 690年代 |

601年1月1日至700年12月31日的这一段期间被称为7世纪。唐朝取代隋朝领导中国，而本世纪末期武周中断了李唐朝廷。经历「贞观之治」、「永徽之治」和「武周之治」后，疆域辽阔、「万邦来朝」。
新罗联合唐朝灭亡了百济和高句丽，使朝鲜半岛大同江以南统一在一个政权之下；而日本此时处于社会经济巨大变革的飞鸟时代，大和政权得到发展和巩固。
阿拉伯人在穆罕默德的领导下实现了统一并迅速开始了「穆斯林征服」，建立了倭马亚王朝，震撼了从中亚到西欧的世界。经历了四个多世纪的兴衰，萨珊王朝灭亡。拜占庭帝国虽丧失了查士丁尼时代的大片领土、与萨珊王朝交战不利，但将新兴的穆斯林抵御在君士坦丁堡——被誉为「世界上最富庶的城市」之外。北印度一度统一在盛极一时的戒日王朝之下。
在中美洲，蒂卡爾在Hasaw Chan K'awil（阿赫卡王，双月，巧克力领主Double Moon or Lord Chocolate 682年-734年在位）統治下重新強大，並在西元695年打败卡拉克穆尔，使得蒂卡尔重新成为玛雅中部地区的霸主。

## 重要事件、发展与成就
- 科学技术
- 战争与政治

東亞：
- - 611年，隋末民變，導致隋朝滅亡。
  - 618年，唐朝建立，李淵稱帝。

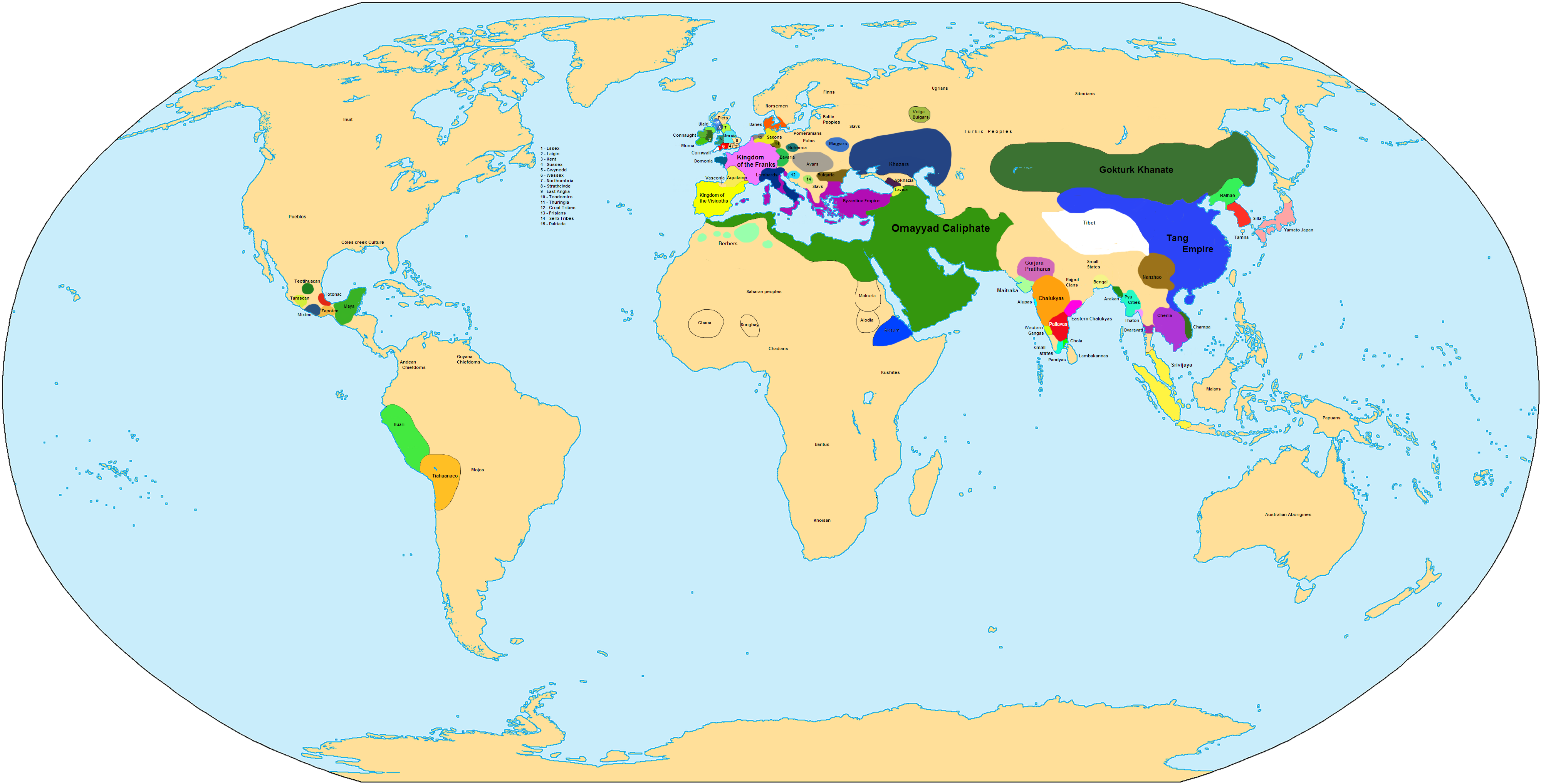
700年的世界

  - 626年，李世民發動政變，不久李淵退位，史稱「玄武門之變」。
  - 668年，新羅消滅高句麗，統一朝鮮半島。
  - 690年，唐朝女皇帝武則天稱帝。

南亞：
- - 606年，戒日王朝建立。
  - 647年，戒日王朝滅亡。

西亞：
- - 639年-641年，阿拉伯帝國東征聖地耶路撒冷和埃及，北征薩珊王朝。

歐洲：
- - 610年，法蘭克王國回復統一。
  - 622年-628年，東羅馬帝國攻擊薩珊王朝，收復亞美尼亞、巴勒斯坦、叙利亞、埃及、美索不達米亞等地區。
  - 626年，斯拉夫人企圖包圍君士坦丁堡。
  - 649年，阿拉伯人建立強大艦隊，威脅東羅馬帝國。
  - 687年，丕平兼任三個法蘭克王國的宮相。

- 公元7世纪的天灾人祸

- 文化娱乐

- 社會與經濟

- 疾病与医学

- 环境与自然资源

- 宗教與哲學
  - 伊斯兰教创立